# Idolkowate
Idolkowate (Zanclidae) – monotypowa rodzina ryb okoniokształtnych obejmująca rodzaj Zanclus, którego jedynym przedstawicielem jest:
- Zanclus cornutus[3] – idolek mauretański[4], idolek[2]